# Yolande Moreau
Yolande Moreau (Bruxelas, 27 de fevereiro de 1953) é uma premiada comediante, atriz, cineasta e roteirista belga. Ela é a única belga a ter ganho dois César de melhor atriz.